# Cyanocharax tipiaia
Cyanocharax tipiaia är en fiskart som beskrevs av Luiz R. Malabarba och Weitzman 2003. Cyanocharax tipiaia ingår i släktet Cyanocharax och familjen Characidae. Inga underarter finns listade i Catalogue of Life.